# Mount Idaho
Mount Idaho est une ville fantôme de l'Idaho aux États-Unis qui fut le siège de comté du comté d'Idaho de 1875 à 1902.
À partir de 1892, Mount Idaho se trouve en compétition avec la ville voisine de Grangeville, située à quelque 5 km de distance, en tant que ville principale du comté d'Idaho. Le siège de comté est déplacé de Mount Idaho à Grangeville dix années plus tard. En 1922, lorsque le bureau de poste de la ville a fermé, Mount Idaho a finalement été intégré à Grangeville.